# Ігнатьєвка (Новосибірська область)
Ігнатьєвка (рос. Игнатьевка) — присілок у Венгеровському районі Новосибірської області Російської Федерації.
Входить до складу муніципального утворення Новотартаська сільрада. Населення становить 113 осіб (2010).

## Історія
Згідно із законом від 2 червня 2004 року органом місцевого самоврядування є Новотартаська сільрада.

## Населення
| 1996 | 2002 | 2007 | 2010 |
| ---- | ---- | ---- | ---- |
| 174  | ↘143 | ↘137 | ↘113 |